# لادبرگن
لادبرگن (به آلمانی: Ladbergen) یک شهر در آلمان است که در Steinfurt واقع شده‌است. لادبرگن ۶٬۳۷۰ نفر جمعیت دارد.